# Estación la Trinidad
Estación la Trinidad är en ort i kommunen San José del Rincón i delstaten Mexiko i Mexiko. Samhället hade 448 invånare vid folkräkningen 2020.